# Jean Vivant
Jean Vivant (8 de marzo de 1923 - 26 de octubre de 2010) fue un botánico, micólogo, y taxónomo francés.

## Biografía
A partir de 1953, fue profesor en el Liceo de Orthez, en los Pirineos Atlánticos. Naturalista completo, se dedicó al estudio de plantas vasculares (plantas con flores, helechos), musgos, hepáticas, líquenes, hongos, insectos y acuáticas ... especialmente en los Pirineos occidentales franceses y españoles, Landes, Córcega, y también en Costa de Marfil, Senegal, Islas Canarias, Marruecos, Túnez, Reunión, Guadalupe ...
Hacia el final de su vida, se orientó principalmente hacia el estudio de hongos y líquenes de los Pirineos occidentales, con muchas publicaciones en la Sociedad Micológica de Landas y en la Sociedad Micológica de Béarn. Un nuevo género de hongo Vivantia le fue dedicado; y describió muchas especies nuevas. También realizó para Liquénologie, un catálogo de 800 especies, 41 de las cuales son nuevas en Francia y 7 en la ciencia. Fue un gran naturalista francés y también apasionado de la entomología.
Donó su herbario a los Conservatorios Botánicos Sud-Atlantique y de Midi-Pyrénées, aunque se ubicó en el Conservatoire Botanique National de Midi-Pyrénées (CBNMP) localizado en la localidad de Bagnères de Bigorre (Hautes Pyrénees). También donó parte de su herbario a la Sociedad de Ciencias Aranzadi.

## Obra
- 1988. Les lichens des Pyrénées occidentales françaises et espagnoles. Documents d'écologie Pyrénéene 5. Laboratoire d'écologie montagnarde de Gabas, 119 pp. ISBN 2903694036, ISBN 9782903694036

## Honores
- 1949: Société Botanique de France
  - 1980: premio del Consejo
- 2010: caballero de la Legión de honor[6]

### Eponimia
- 12 de octubre de 2009: calle localidad bearnesa de Orthez, en el Pirineo francés occidental[7][8]

Género de fungi
- (Xylariaceae) Vivantia J.D.Rogers, Y.M.Ju & Candoussau

Especies fanerógamas (6 taxones)
- (Saxifragaceae) Saxifraga x vivantia L'Hoste & Vivant[9]
- La abreviatura «Vivant» se emplea para indicar a Jean Vivant como autoridad en la descripción y clasificación científica de los vegetales.[10]